# Cantón de Le Nouvion-en-Thiérache
El cantón de Le Nouvion-en-Thiérache era una división administrativa francesa, que estaba situada en el departamento de Aisne y la región de Picardía.

## Composición
El cantón estaba formado por nueve comunas:
- Barzy-en-Thiérache
- Bergues-sur-Sambre
- Boué
- Dorengt
- Esquéhéries
- Fesmy-le-Sart
- La Neuville-lès-Dorengt
- Le Nouvion-en-Thiérache
- Leschelle

## Supresión del cantón de Le Nouvion-en-Thiérache
En aplicación del Decreto n.º 2014-202, de 21 de febrero de 2014, el cantón de Le Nouvion-en-Thiérache fue suprimido el 22 de marzo de 2015 y sus 9 comunas pasaron a formar parte del nuevo cantón de Guisa.